# 이리동초등학교 축구부
이리동초등학교 축구단(Iri Dong Elementary School Football Club)은 대한민국 전라북도 익산시에 있는 축구 선수단이다. 이리동초등학교가 운영하는 U-12 축구 선수단이며, 1995년에 창단되었다.

## 시즌별 성적
| 시즌 | 대회                        | 참가팀 | 경기 | 승 | 무 | 패 | 득 | 실 | 차 | 승점 | 순위 |
| ---- | --------------------------- | ------ | ---- | -- | -- | -- | -- | -- | -- | ---- | ---- |
| 2000 | 금석배 전국초등학생축구대회 | 58     | 1    | 0  | 0  | 1  | 2  | 5  | -3 |      | 32강 |

## 참고 문헌
- “KFA 통합경기정보 시스템”. 대한축구협회.

## 같이 보기
- 이리동초등학교